# Ashita Sekai ga Owaru Nara
Singles de Mika Nakashima
Love Is Ecstasy
(2011) Hatsukoi
(2012)
Ashita Sekai ga Owaru Nara est le 35esingle de Mika Nakashima sorti sous le label Sony Music Associated Records le 19 septembre 2012 au Japon. Il arrive 9e à l'Oricon. Il se vend à 10 746 exemplaires la première semaine et reste classé pendant 8 semaines pour un total de 16 714 exemplaires vendus. Il sort en format CD et CD+DVD.
Ashita Sekai ga Owaru Nara a été utilisé comme thème musical pour le film Resident Evil Retribution dans lequel joue Mika Nakashima et la célèbre actrice Milla Jovovich. Ashita Sekai ga Owaru Nara et Super Woman se trouvent sur l'album Real.

## Liste des titres
| 1. | Ashita Sekai ga Owaru Nara (明日世界が終わるなら)                | 4:28 |
| 2. | Super Woman (SUPER WOMAN)                                        | 3:28 |
| 3. | Dear -DJ AMIGA REMIX-                                            | 4:51 |
| 4. | Ashita Sekai ga Owaru Nara (Instrumental) (明日世界が終わるなら) | 4:26 |

| 1. | Ashita Sekai ga Owaru Nara (明日世界が終わるなら) |  |